# القيمة (حجر)

'

تعديل مصدري - تعديل

القيمة هي إحدى قرى عزلة الجول بمديرية حجر التابعة لمحافظة حضرموت، بلغ تعداد سكانها 468 نسمة حسب تعداد اليمن لعام 2004.